# Bas de Jong (waterpoloër)
Bas de Jong (Willemstad (Curaçao), 11 september 1973) is een Nederlands voormalig waterpolospeler. Hij is de vader van Lola Moolhuijzen, die in het Nederlands vrouwenwaterpoloteam speelt.
De Jong nam tweemaal deel aan de Olympische Spelen, in 1996 en 2000. Hij eindigde met het Nederlands team op de tiende en elfde plaats. De Jong kwam meer dan 200 keer uit voor het Nederlands waterpoloteam.
De Jong kwam tijdens zijn sportloopbaan uit voor Nunspeet en speelde voor Polar Bears uit Ede. De Jong speelde achttien seizoenen - van 1991 tot en met 2009 - in het eerste team van Polar Bears. Hij werd in die periode zes keer landskampioen en veroverde drie keer de KNZB beker. De Jong werd in zijn loopbaan drie keer gekozen tot Speler van het Jaar en was jaren te vinden in de top van de topscorerslijst van de hoofdklasse.
Op zaterdag 20 juni 2009 was er speciaal voor De Jong een afscheidswedstrijd in Bennekom tussen een allstarteam van Polar Bears en een allstarteam van Oranje. Het allstarteam van Oranje won deze wedstrijd met 14-12.
Arie van de Bunt · 
Gert de Groot · 
Arno Havenga · 
Koos Issard · 
Bas de Jong · 
Niels van der Kolk · 
Marco Kunz · 
Harry van der Meer · 
Hans Nieuwenburg · 
Joeri Stoffels · 
Eelco Uri · 
Wyco de Vries
Marco Booij · 
Bjørn Boom · 
Bobbie Brebde · 
Matthijs de Bruijn · 
Arie van de Bunt · 
Arno Havenga · 
Bas de Jong · 
Harry van der Meer · 
Gerben Silvis · 
Kimmo Thomas · 
Eelco Uri · 
Niels Zuidweg